# Dependencias Federales (khu tự quản)
Dependencias Federales là một khu tự quản thuộc bang Dependencias Federales, Venezuela. Thủ phủ của khu tự quản Dependencias Federales đóng tại. Khự tự quản Dependencias Federales có diện tích 120 km2, dân số theo điều tra dân số ngày 21 tháng 10 năm 2001 là 1651 người.